# Seznam rektorů Mendelovy univerzity v Brně
Toto je chronologický seznam rektorů Mendelovy univerzity v Brně, která byla založena v roce 1919.

## Seznam rektorů
1. František Bubák (1919–1920)
2. Josef Munzar (1920–1921)
3. Rudolf Haša (1921–1922)
4. Josef Taufer (1922–1924)
5. Ferdinand Müller (1924–1925)
6. Josef Černý (1925–1926)
7. František Bilovský (1926–1927)
8. Karel Holý (1927–1928)
9. Josef Opletal (1928–1929)
10. Theodor Dohnal (1929–1930)
11. Emil Bayer (1930–1931)
12. Otakar Kopecký (1931–1932)
13. Josef Knop (1932–1933)
14. Josef Konšel (1933–1934)
15. Václav Novák (1934–1935)
16. Alois Tichý (1935–1936)
17. Antonín Dyk (1936–1937)
18. František Chmelař (1937–1938)
19. Václav Novák (1938–1939)
20. Rudolf Haša (1939–1940)
21. Emil Bayer (1945)
22. Rudolf Haša (1945–1946)
23. Josef Prokš (1946–1948)
24. Rudolf Trnka (1948–1949)
25. Václav Novák (1949–1950)
26. Jaromír Scholz (1950–1954)
27. František Miller (1954–1958)
28. Josef Kantor (1958–1963)
29. Miroslav Vyskot (1963–1970)
30. Alois Grolig (1970–1976)
31. Zdeněk Šteffl (1976–1985)
32. Vlastimil Baruš (1985–1986)
33. Stanislav Procházka (1986 – 31. ledna 1991)[3]
34. Boris Hruška (1. února 1991 – 31. ledna 1994)[3]
35. Pavel Jelínek (1. února 1994 – 31. ledna 2000)[3]
36. Stanislav Procházka (1. února 2000 – 31. ledna 2006)[3]
37. Jaroslav Hlušek (1. února 2006 – 31. ledna 2014)[3]
38. Ladislav Havel (1. února 2014 – 31. ledna 2018)[3]
39. Danuše Nerudová (1. února 2018 – 31. ledna 2022)[3]
Vojtěch Adam (jmenovaný rektor, funkci měl zastávat od 1. února 2022, rezignoval 31. ledna 2022)[4]
Robert Plaga (1. února 2022 – 30. března 2022, pověřen vedením)[5][6]
40. Jan Mareš (od 31. března 2022)[3]